# Zaqatala PFK
Der Zaqatala PFK ist ein aserbaidschanischer Fußballverein aus Zaqatala. Der Verein spielt seit seiner Gründung 2015 in der zweithöchsten Spielklasse Aserbaidschans, der Birinci Divizionu. Die Vereinsfarben sind schwarz und weiß.

## Allgemeines
Die Heimstätte ist das Zaqatala City Stadium, welches 3500 Zuschauern Platz bietet.

## Erfolge
Der Verein stand in den Saisonen 2016/17 und 2017/18 in der 2. Runde des aserbaidschanischen Fußballpokals.